# Campylognathoididae
Campylognathoididae o Eudimorphodontidae es un grupo de primitivos pterosaurios "ranforrincoides" nombrados por el Campylognathoides, que vivió en el Jurásico Superior. La familia Campylognathoididae fue nombrada en 1967 por Oskar Kuhn, originalmente como la subfamilia Campylognathoidinae.

## Clasificación
Listado de géneros según Unwin (2006) a menos que se indique lo contrario.
- Familia Campylognathoididae
  - Austriadactylus
  - Campylognathoides (género tipo)
  - Carniadactylus[2]
  - Caviramus[2]
  - Eudimorphodon